# Karen Bjornson
Karen Bjornson (Galesburg, 1952) è una modella statunitense.
È conosciuta come una delle Halstonette di Halston.

## Biografia
Nata a Galesburg, in seguito la sua famiglia si trasferì a Cincinnati.
Si trasferì poi a New York e un mese dopo incontrò Halston, che la assunse immediatamente. Continuò ad apparire sulla copertina di Newsweek e Cosmopolitan.
Si ritirò all'inizio degli anni 1980 per metter su famiglia, e tornò a fare la modella all'inizio degli anni 2000 all'età di 50 anni.
È sposata con il designer di interni, Timothy Macdonald, hanno due figlie e vivono a Darien, nel Connecticut dal 1989.